# Ульсруд, Томас
То́мас У́льсруд (норв. Thomas Ulsrud; 21 октября 1971, Осло — 24 мая 2022, Осло) — норвежский кёрлингист, серебряный призёр зимних Олимпийских игр 2010 года, участник зимних Олимпийских игр 2014 и 2018 годов, чемпион мира и двукратный чемпион Европы среди мужских команд. Один из самых титулованных норвежских кёрлингистов.
Играл на позиции четвёртого. Скип команды.
В 2024 введён (посмертно) в Международный зал славы кёрлинга Всемирной федерации кёрлинга.

## Достижения
- Зимние Олимпийские игры: серебро (2010).
- Чемпионат мира по кёрлингу среди мужчин: бронза (2006, 2008, 2009).
- Чемпионат Европы по кёрлингу: серебро (2007, 2008), бронза (2002, 2009).
- Чемпионат Норвегии по кёрлингу среди мужчин: золото (1998, 2000, 2003, 2006, 2007, 2008, 2009, 2011, 2012, 2013, 2014, 2015), серебро (2016, 2017, 2018, 2019, 2020).
- Кубок мира по кёрлингу 2018/2019 (смешанная пара): серебро (3 этап).
- Континентальный Кубок по кёрлингу (в составе команд «Европа» или «Мир»): золото (2008, 2012), серебро (2011, 2013, 2014, 2015, 2016, 2017, 2018).
- Чемпионат мира по кёрлингу среди юниоров: бронза (1988).

- Почётный приз Collie Campbell Memorial Award (вручается кёрлингисту, который показывает наилучший уровень игры в кёрлинг и наилучшим образом демонстрирует «дух кёрлинга»): 2011.

## Команды
| Сезон                                             | Четвёртый      | Третий                                | Второй                                       | Первый               | Запасной                                           | Тренер                                           | Турниры                                                                 |
| ------------------------------------------------- | -------------- | ------------------------------------- | -------------------------------------------- | -------------------- | -------------------------------------------------- | ------------------------------------------------ | ----------------------------------------------------------------------- |
| 1984—85                                           | Bjørn Ulshagen | Bjarte Nilsen                         | Terje Strand                                 | Томас Ульсруд        |                                                    |                                                  | ЧМЮ 1985 (4 место)                                                      |
| 1987—88                                           | Томас Ульсруд  | Томас Дуэ                             | Krister Aanesen                              | Mads Rygg            |                                                    |                                                  | ЧМЮ 1988                                                                |
| 1988—89                                           | Томас Ульсруд  | Бент Онунн Рамсфьелл                  | Krister Aanesen                              | Mads Rygg            |                                                    |                                                  | ЧМЮ 1989 (5 место)                                                      |
| 1991—92                                           | Томас Дуэ      | Торгер Нергор                         | Mads Rygg                                    | Йохан Хёстмелинген   | Томас Ульсруд                                      |                                                  | ЧМЮ 1992 (8 место)                                                      |
| 1997—98                                           | Томас Ульсруд  | Йохан Хёстмелинген                    | Томас Дуэ                                    | Торгер Нергор        | Рольф Андреас Лаутен                               |                                                  | ЧЕ 1997 (7 место)                                                       |
| 1997—98                                           | Томас Ульсруд  | Томас Дуэ                             | Торгер Нергор                                | Йохан Хёстмелинген   | Рольф Андреас Лаутен                               |                                                  | ЧНМ 1998 · ЧМ 1998 (5 место)                                            |
| 1999—00                                           | Томас Ульсруд  | Томас Дуэ                             | Торгер Нергор                                | Йохан Хёстмелинген   |                                                    |                                                  | ЧНМ 2000                                                                |
| 2000—01                                           | Томас Ульсруд  | Торгер Нергор                         | Томас Дуэ                                    | Йохан Хёстмелинген   | Флемминг Давангер                                  | Оле Ингвальдсен                                  | ЧЕ 2000 (5 место)                                                       |
| 2002—03                                           | Томас Ульсруд  | Торгер Нергор                         | Томас Дуэ                                    | Йохан Хёстмелинген   | Томас Лёвольд (ЧЕ)                                 | Оле Ингвальдсен                                  | ЧЕ 2002 · ЧНМ 2003                                                      |
| 2003—04                                           | Томас Ульсруд  | Торгер Нергор                         | Томас Дуэ                                    | Ян Торесен           | Томас Лёвольд                                      | Оле Ингвальдсен                                  | ЧЕ 2003 (5 место)                                                       |
| 2005—06                                           | Томас Ульсруд  | Торгер Нергор                         | Томас Дуэ                                    | Ян Торесен           | Кристофер Све                                      | Оле Ингвальдсен                                  | ЧНМ 2006 · ЧМ 2006                                                      |
| 2006—07                                           | Томас Ульсруд  | Торгер Нергор                         | Томас Дуэ                                    | Ян Торесен           | Кристофер Све, Петтер Моэ (ЧЕ), Томас Лёвольд (ЧМ) | Оле Ингвальдсен (ЧМ)                             | ЧЕ 2006 (5 место) · ЧНМ 2007 · ЧМ 2007 (8 место)                        |
| 2007—08                                           | Томас Ульсруд  | Торгер Нергор                         | Кристофер Све                                | Ховард Вад Петерссон | Томас Дуэ                                          | Оле Ингвальдсен                                  | ЧЕ 2007 · ЧНМ 2008 · ЧМ 2008                                            |
| 2008—09                                           | Томас Ульсруд  | Торгер Нергор                         | Кристофер Све                                | Ховард Вад Петерссон | Томас Дуэ (ЧЕ), Томас Лёвольд (ЧМ)                 | Оле Ингвальдсен                                  | ЧЕ 2008 · ЧНМ 2009 · ЧМ 2009                                            |
| 2009—10                                           | Томас Ульсруд  | Торгер Нергор                         | Кристофер Све                                | Ховард Вад Петерссон | Томас Лёвольд                                      | Оле Ингвальдсен                                  | ЧЕ 2009 · ЗОИ 2010                                                      |
| 2010—11                                           | Томас Ульсруд  | Торгер Нергор                         | Кристофер Све                                | Ховард Вад Петерссон | Маркус Хёйберг                                     | Оле Ингвальдсен                                  | ЧЕ 2010 · ЧНМ 2011 · ЧМ 2011 (4 место)                                  |
| 2011—12                                           | Томас Ульсруд  | Торгер Нергор                         | Кристофер Све                                | Ховард Вад Петерссон | Томас Лёвольд                                      | Оле Ингвальдсен                                  | ЧЕ 2011 · ЧНМ 2012 · ЧМ 2012 (4 место)                                  |
| 2012—13                                           | Томас Ульсруд  | Торгер Нергор (ЧЕ) Томас Лёвольд (ЧМ) | Кристофер Све                                | Ховард Вад Петерссон | Томас Лёвольд (ЧЕ), Маркус Хёйберг (ЧМ)            | Оле Ингвальдсен                                  | ЧЕ 2012 · ЧНМ 2013 · ЧМ 2013 (5 место)                                  |
| 2013—14                                           | Томас Ульсруд  | Торгер Нергор                         | Кристофер Све                                | Ховард Вад Петерссон | Маркус Хёйберг (ЧЕ, ЗОИ, ЧМ)                       | Пол Трульсен                                     | ЧЕ 2013 · ЧНМ 2014 · ЗОИ 2014 (5 место) · ЧМ 2014                       |
| 2014—15                                           | Томас Ульсруд  | Торгер Нергор                         | Кристофер Све                                | Ховард Вад Петерссон | Сандер Рёлвог (ЧЕ), Маркус Хёйберг (ЧМ)            | Петтер Моэ (ЧЕ), Пол Трульсен (ЧМ)               | ЧЕ 2014 · ЧНМ 2015 · ЧМ 2015                                            |
| 2015—16                                           | Томас Ульсруд  | Торгер Нергор                         | Кристофер Све                                | Ховард Вад Петерссон | Сандер Рёлвог (ЧЕ), Маркус Хёйберг (ЧМ)            | Петтер Моэ (ЧЕ), Пол Трульсен (ЧМ)               | ЧЕ 2015 · ЧНМ 2016 · ЧМ 2016 (5 место)                                  |
| 2016—17                                           | Томас Ульсруд  | Торгер Нергор                         | Кристофер Све                                | Ховард Вад Петерссон | Сандер Рёлвог (ЧЕ)                                 | Петтер Моэ (ЧЕ)                                  | ЧЕ 2016 · ЧНМ 2017                                                      |
| 2017—18                                           | Томас Ульсруд  | Торгер Нергор                         | Кристофер Све (ЧЕ, ЗОИ) Anders Bjørgum (ЧНМ) | Ховард Вад Петерссон | Сандер Рёлвог (ЧЕ), Маркус Хёйберг (ЗОИ)           | Томас Лёвольд                                    | ЧЕ 2017 (4 место) · ЗОИ 2018 (6 место) · ЧНМ 2018                       |
| 2018—19                                           | Томас Ульсруд  | Торгер Нергор                         | Кристофер Све                                | Ховард Вад Петерссон |                                                    | Томас Лёвольд (КМ 2 эт.), Пол Трульсен (КМ фин.) | КМ 2018/19 (2 этап) (4 место) · ЧНМ 2019 · КМ 2018/19 (финал) (8 место) |
| 2019—20                                           | Томас Ульсруд  | Стеффен Вальстад                      | Маркус Хёйберг                               | Магнус Вогберг       | Магнус Недреготтен (ЧЕ)                            | Томас Лёвольд (ЧЕ)                               | ЧЕ 2019 (6 место) · ЧНМ 2020                                            |
| Кёрлинг для смешанных пар (mixed doubles curling) |                |                                       |                                              |                      |                                                    |                                                  |                                                                         |
| 2018—19                                           | Томас Ульсруд  | Кристин Скаслиен                      |                                              |                      |                                                    | Пол Трульсен                                     | КМ 2018/19 (3 этап)                                                     |

(скипы выделены полужирным шрифтом)

## Частная жизнь
Женат. Жена Elin Grødal, у них один сын Jesper (род. 2002).
Владелец собственного бизнеса (англ. business owner).
Начал заниматься кёрлингом в 1983, в возрасте 12 лет.